# Bogusław Madey

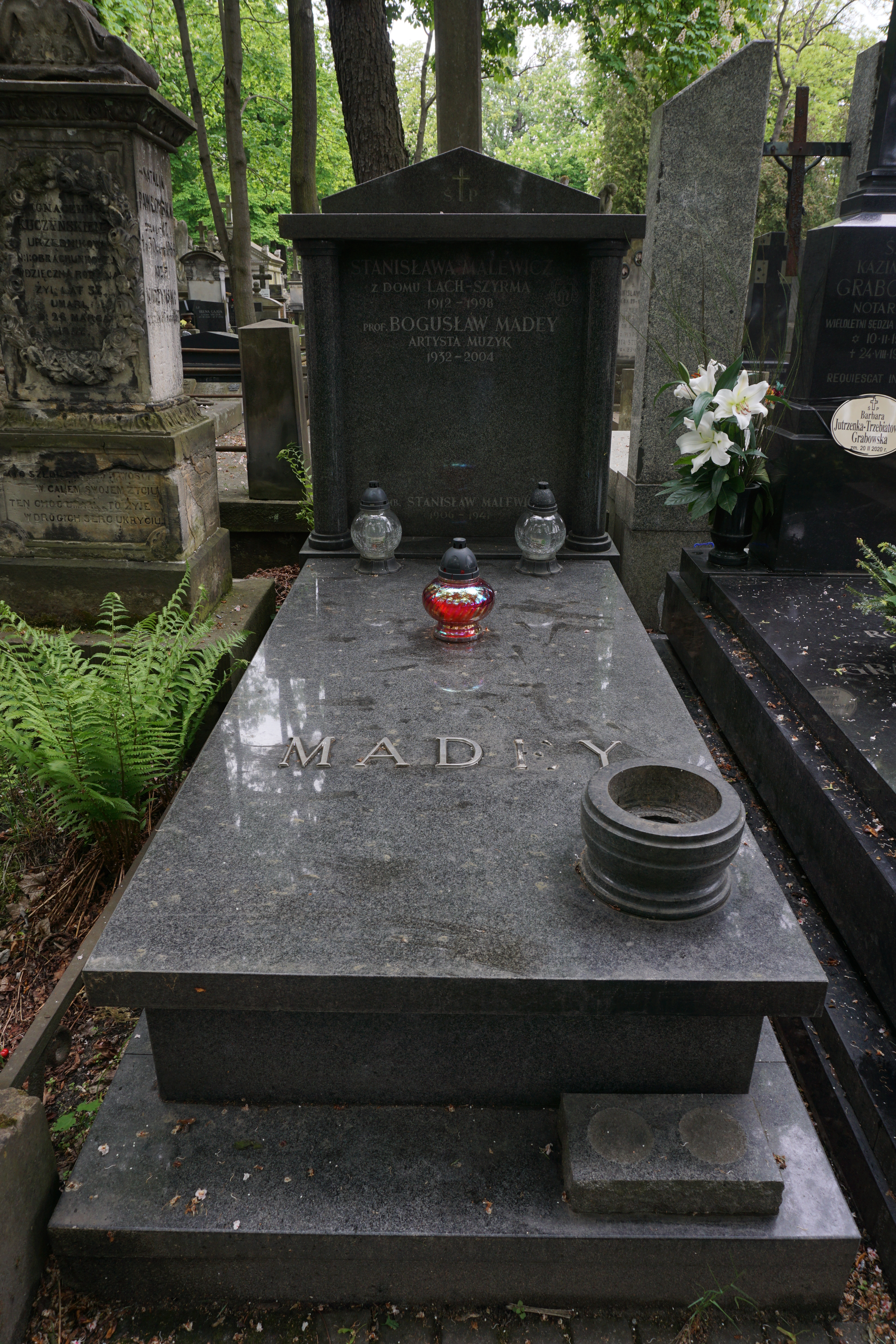
Grób Bogusława Madeya na cmentarzu Powązkowskim

Bogusław Madey (ur. 31 maja 1932 w Sosnowcu, zm. 9 sierpnia 2004 w Warszawie) – polski kompozytor współczesnej muzyki poważnej, dyrygent, pianista i pedagog.

## Życiorys

### Edukacja
Ukończył III Liceum Ogólnokształcące im. Bolesława Prusa w Sosnowcu w 1950 r. Studia muzyczne ukończył w Państwowej Wyższej Szkole Muzycznej w Poznaniu: kompozycję (Stefan Bolesław Poradowski), fortepian (Wacław Stefan Lewandowski) i dyrygenturę (Stanisław Wisłocki i Bohdan Wodiczko), uzyskując wszystkie trzy dyplomy z odznaczeniem. Dalsze roczne studia odbył w Guildhall School of Music and Drama w Londynie, studiując dyrygenturę symfoniczną (Norman Del Mar), dyrygenturę operową (Warwick Braithwaite), kompozycję (R. Jones) i perkusję (H. Taylor).

### Działalność dyrygencka
W latach 1958–1959 był asystentem dyrygenta w Filharmonii w Poznaniu; 1960–1972 dyrygentem Teatru Wielkiego w Warszawie; 1960–1966 był także dyrygentem Harcerskiej Orkiestry Symfonicznej w Warszawie. Od 1972 do 1977 był kierownikiem artystycznym i głównym dyrygentem Teatru Wielkiego w Łodzi; w latach 1973–1976 współpracował z Deutsche Oper am Rhein w Düsseldorfie; od 1981 do 1983 był kierownikiem artystycznym i głównym dyrygentem Opery i Filharmonii Bałtyckiej w Gdańsku; w latach 1983–1987 współpracował z Operą Badeńską w Karlsruhe. Od 1999 do 2001 był szefem Daegu City Symphony Orchestra w Korei Południowej.

### Działalność pedagogiczna
Równolegle z pracą dyrygenta prowadził działalność pedagogiczną: w latach 1958–1959 był wykładowcą fortepianu w PWSM w Poznaniu; od 1960 związany był z klasą dyrygentury warszawskiej PWSM - początkowo jako wykładowca, potem docent, następnie profesor (od 1989 profesor zwyczajny); w tej samej uczelni (od 1979 już Akademii Muzycznej im. Fr. Chopina) w latach 1969–1971 był kierownikiem Katedry Dyrygentury i Teorii Muzyki; w latach 1978–1981 rektorem. Od 1978 do 1982 był także Prezydentem Association Europeenne des Conservatoires, Academies de Musique et Musikhochschulen. Jako Visiting Professor wykładał dyrygenturę na Keimyung University w Korei Południowej w 1995 i 1997–1998. Od 1999 był ponownie kierownikiem Katedry Dyrygentury w Akademii Muzycznej im. Fr. Chopina w Warszawie. Jego dyplomantami są m.in. Jerzy Maksymiuk, Wojciech Rajski, Tadeusz Kozłowski, Tadeusz Wicherek, Piotr Borkowski, Piotr Wajrak, Paweł Kotla, Marcin Nałęcz-Niesiołowski, Łukasz Borowicz. Ostatnim dyplomantem prof. Madeya był jego syn – Emilian.

### Działalność koncertowa
Miał bardzo duży repertuar symfoniczny (ponad 300 dzieł), operowy i baletowy (ponad 80 dzieł). Dokonał wielu nagrań, występował w Bułgarii, Czechach, Egipcie, Francji, Grecji, Korei Południowej, na Kubie (premiera Halki St. Moniuszki), Luksemburgu, w Niemczech (m.in. z Orkiestrą Gewandhaus), Słowacji, Słowenii, USA, Wielkiej Brytanii (m.in. na Festiwalu w Edynburgu), w byłym ZSRR (m.in. z NOSPR – Moskwa, St. Petersburg i Kijów) uzyskując wszędzie znakomite recenzje.

## Nagrody i wyróżnienia
W 1955 otrzymał nagrodę na Ogólnopolskim Konkursie na Utwór Symfoniczny w Warszawie za „Scherzo Fantastico”. Został wyróżniony wieloma odznaczeniami i nagrodami państwowymi i resortowymi, m.in. w 1979 otrzymał Krzyż Kawalerski Orderu Odrodzenia Polski; w 1982 – Nagrodę Ministra Kultury i Sztuki I Stopnia, w 2002 – Krzyż Oficerski Orderu Odrodzenia Polski. Był również odznaczony Złotym Krzyżem Zasługi, Medalem 30-lecia Polski Ludowej, Medalem 40-lecia Polski Ludowej oraz Odznaką „Zasłużony Działacz Kultury”. Był członkiem zwyczajnym Związku Kompozytorów Polskich i Stowarzyszenia Autorów ZAiKS.
Pochowany na cmentarzu Powązkowskim w Warszawie (kwatera 17-3-5).

## Ważniejsze kompozycje
- Allegro (1951)
- Cztery pieśni na głos i fortepian do słów Zofii Mrozowickiej (1950)
- Sonatina (1952)
- 5 Preludiów (1953–54)
- 10/16 Etiuda (1997) na fortepian
- Suita (1951)
- Scena Baletowa „Valse en Rondeau” (1953) na orkiestrę symfoniczną
- Impresje Taneczne na małą orkiestrę symfoniczną (1952)
- Uwertura Dramatyczna (1952)
- Scherzo Fantastico (1954) na wielką orkiestrę symfoniczną
- Koncert na fortepian i orkiestrę (1956–57)
- Koncert na flet i orkiestrę (1960)
- Transfiguracje (Concerto) na głos i instrumenty (1965)
- Metamorfozy – Wariacje na temat Paganiniego na fortepian i orkiestrę (1989).

## Życie prywatne
Jego żoną była śpiewaczka Anna Malewicz-Madey, śpiewaczka. Jego syn Emilian Madey jest pianistą.